# Methanolobus tindarius
A Methanolobus tindarius egy mezofil, metanogén Archaea faj. Az archeák – ősbaktériumok – egysejtű, sejtmag nélküli prokarióta szervezetek. Tengeri, gömb alakú, és egy ostora van.

## Fordítás
- Ez a szócikk részben vagy egészben  a   Methanolobus tindarius című angol Wikipédia-szócikk fordításán alapul.  Az eredeti cikk szerkesztőit annak laptörténete sorolja fel. Ez a jelzés csupán a megfogalmazás eredetét és a szerzői jogokat jelzi, nem szolgál a cikkben szereplő információk forrásmegjelöléseként.